# D'Yve

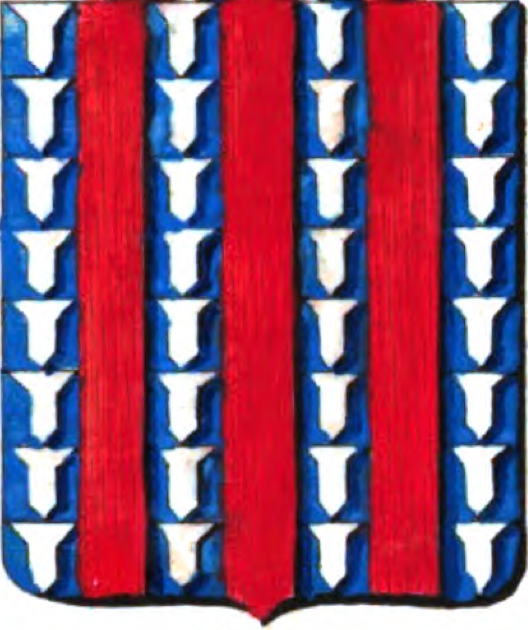
Wapen van de familie d'Yve

D'Yve is een Zuid-Nederlandse adellijke familie.

## Geschiedenis
Keizer Karel verleende in 1540 de riddertitel aan Jean d'Yve.
In 1662 verhief koning Filips IV van Spanje de heerlijkheid Soye tot baronie ten gunste van François d'Yve.
In 1668 verleende keizer Leopold I de titel markies van het Heilig Roomse Rijk aan Jean-Paul d'Yve.
Keizer Karel VI verleende in 1732 de titel graaf, overdraagbaar bij eerstgeboorte, aan Gaspard d'Yve d'Ostiche.
Tijdens de zeventiende en achttiende eeuw werden verschillende leden van de familie d'Yve opgenomen in de Tweede stand van de provincies Namen, Brabant en Henegouwen.

## Louis d'Yve
Louis Adrien Joseph Ghislain d'Yve (Namen, 26 juli 1784 - Luik, 10 mei 1821) was een zoon van Thomas d'Yve, baron van Soye en van Marie de Hamal de Focan. 
Hij trouwde in 1810 met Thérèse de Condé, maar er volgde een echtscheiding in 1813. Hij hertrouwde met Marie-Françoise del Halle (1762-1831). Hij was overleden toen zijn weduwe in 1822 de persoonlijke verheffing tot markiezin verkreeg. Beide huwelijken waren kinderloos gebleven.

## Jeanne d'Yve d'Ostiche
Jeanne Népomucène Marguerite Claire d'Yve d'Ostiche, dochter van Ferdinand d'Yve, graaf van Ruisbroek en van Marie-Anne Janowsky, werd in 1823, ten tijde van het Verenigd Koninkrijk der Nederlanden, ten persoonlijke titel in de adel opgenomen met de titel gravin.

## Ferdinand d'Yve de Bavay
- Ferdinand Antoine Joseph d'Yve de Bavay (Bergen, 10 maart 1749 - Brussel, 2 juli 1825) was een zoon van Jean-Philippe d'Yve, burggraaf van Bavay, lid van de Tweede stand van Henegouwen, en van Isabelle de Romrée. Tijdens de revolutiejaren vluchtte hij met zijn Oostenrijkse echtgenote, gravin Marie-Anne von Wildenstein (1762-1820) en verbleven ze in Gratz. In 1816, onder het Verenigd Koninkrijk der Nederlanden, werd hij erkend in de erfelijke adel met de titel graaf en benoemd in de Ridderschap van de provincie Henegouwen. In 1822 werd hij bijkomend vereerd met de titel markies. Deze titel was overdraagbaar bij eerstgeboorte, terwijl de titel graaf overdraagbaar was op alle afstammelingen. Hij werd kamerheer van Willem I der Nederlanden. 
  - Théodore d'Yve de Bavay (1797-1884) werd lid van het Nationaal Congres en was burgemeester van Lessenbos. 
    - Felix d'Yve de Bavay (1839-1904) was burgemeester van Lessenbos en trouwde met gravin Anne de Geloes d'Elsloo (1855-1943).
      - Charles d'Yve de Bavay (1885-1982) trouwde met prinses Mathilde de Croÿ (1902-1998). Met afstammelingen tot heden.